# Gaya Merbah
Gaya Merbah (sinh ngày 22 tháng 7 năm 1994) là một cầu thủ bóng đá người Algérie thi đấu cho NA Hussein Dey ở vị trí thủ môn.